# 小行星5594
小行星5594（英語：5594 Jimmiller）是一颗围绕太阳公转的小行星。1991年7月12日，亨利·E·霍爾特在帕洛马山发现了此天体。
这颗小行星的绝对星等为115.65675等。